# Sandra Skalvig
Sandra Skalvig, née le 9 octobre 1990 à Kalundborg (Danemark), est une femme politique danoise, membre de l'Alliance libérale.

## Biographie
Sandra Skalvig obtient en 2016 une licence professionnelle en administration publique, et devient ensuite une employée administrative.
Engagée au sein de l'Alliance libérale, elle est élue députée au Folketing lors des élections législatives du 1er novembre 2022. Après le scrutin, elle devient la porte-parole de son groupe parlementaire sur les questions d'enseignement supérieur, de recherche et de citoyenneté.